# Thueringoedischiidae
Thueringoedischiidae – wymarła rodzina owadów z rzędu prostoskrzydłych i podrzędu długoczułkowych. Znana z asselu w permie.
Prostoskrzydłe te osiągały niewielkie jak na przedstawicieli rzędu rozmiary ciała. Użyłkowanie ich pokryw tworzyło stosunkowo duże komórki o kształcie prostokątnym do kwadratowego. Pole kostalne pozbawione było nabrzmiałości barkowej, charakterystycznej dla Oedischiidae. Pole radialne miało większe rozmiary niż u Permoraphidiidae. Gałąź przedniej żyłki medialnej MA1+2 łączyła się z tylną żyłką radialną. Przednia żyłka kubitalna bywała pojedyncza, jak i rozwidlona. Odnóża tylne pełniły funkcję skoczną.
Rodzina oraz rodzaj typowy wprowadzone zostały w 1997 roku przez Wolfganga Zessina. Autor oryginalnego opisu zaliczył do rodziny dwa monotypowe rodzaje, znane ze skamieniałości odnalezionych w Europie Środkowej (Morawy i Turyngia) i pochodzących z asselu w permie. Trzeci, również monotypowy rodzaj opisał w 2004 roku Andriej Gorochow na podstawie skamieniałości z Nowego Meksyku, również datowanych na assel. W sumie należą tu więc:
- †Hymenelcana Gorochov, 2004
- †Permoedischia Kukalova, 1955
- †Thueringoedischia Zessin, 1997

Zessin nie przyporządkował Thueringoedischiidae do żadnego konkretnego taksonu w obrębie prostoskrzydłych długoczułkowych. W nadrodzinie Permoraphidioidea i infrarzędzie Elcanidea umieścili go Aleksandr Rasnicyn i Andriej Gorochow w 2002 roku. Według Gorochowa Thueringoedischiidae są przypuszczalnie najprymitywniejszymi przedstawicielami nadrodziny i przodkami pozostałych jej rodzin, a być może nawet wszystkich przedstawicieli infrarzędu.